# Urizen stwarzający świat
Urizen stwarzający świat lub Stworzenie świata (ang. The Ancient of Days) – akwaforta kolorowana akwarelą, wykonana przez Williama Blake’a w 1824 roku, o wymiarach 23,3 × 16,8 cm. Obecnie w zbiorach Muzeum Brytyjskiego w Londynie. 
Artysta oddał nastrój chwili stworzenia poprzez rozwiane włosy Stwórcy. Jasność boskiego kręgu słonecznego rozświetla i przenika ciemności. W świadomości Blake’a stworzenie świata, rozdzielające początkową jedność świata, było niepełne i opierało się jedynie na rozumie. Sam stwórca, Urizen, będący demonem rozumu, został opisany przez poetę w Księdze Urizena, która stanowi trawestację Księgi Rodzaju.